# Трахтман, Абрам Наумович
Абрам Наумович Трахтман (10 февраля 1944, Калиново, Невьянский район, Свердловская область — 17 июля 2024, Иерусалим) — советский и израильский математик, известный решением задачи раскраски дорог (2007).

## Биография
Родился в посёлке Калиново Свердловской области в семье призванного в армию из северного бессарабского местечка Сокиряны часовщика Наума Иделевича Трахтмана. Оставшиеся в Сокирянах родственники отца, включая родителей, погибли. Демобилизованный по окончании войны Наум Иделевич был арестован в 1950 году и погиб в заключении. Абрам Трахтман с матерью в 1951 году перебрались к семье матери в Гомель, где будущий математик в 1962 году окончил среднюю школу № 19, после чего поступил в Уральский государственный университет.
В 1962—1967 годах учился в Уральском государственном университете в Свердловске, в 1970—1972 годах в аспирантуре там же под руководством Л. Н. Шеврина.
В 1973 году защитил кандидатскую диссертацию на тему «О системе собственных полугрупп полугруппы».
С 1969 года работал в Уральском политехническом институте (в 1977—1984 годах — доцент кафедры вычислительной математики). В 1991—1992 годах преподавал в Свердловском педагогическом институте. С 1992 года — в Израиле, до 1995 года работал сторожем на подготовительном отделении в Еврейском университете в Иерусалиме.
С 1995 года работал на отделении алгебры в Университете Бар-Илана.
Проблема раскраски дорог была предложена израильским математиком Беньямином Вайсом и американскими математиками Роем Л. Адлером и Л. Уэйном Гудвином в 1970 году и оставалась нерешённой до публикации А. Н. Трахтмана в Израильском журнале математики в 2009 году (статья была принята к публикации в 2007 году). А. Н. Трахтман также автор работ в области информатики, теоретической механики, теории полугрупп, гипотезы Черны, методики экстракции влаги из воздуха в засушливых регионах.
Умер 17 июля 2024 года в Иерусалиме в возрасте 80 лет.

## Учебные пособия
- З. П. Дема, Г. Н. Нефедьев, А. Н. Трахтман. Аналитическая геометрия. — Свердловск: УПИ, 1983.
- А. Н. Трахтман. Общая алгебра. — Свердловск: УПИ, 1983.